# Abruzzi e Molise

Abruzzi e Molise

Abruzzi e Molise (o Abruzzo e Molise, pero, durante el Reino de las Dos Sicilias, también solamente Abruzzi) era una de las regiones en las que se subdividía Italia.
Se extendía por alrededor de 16.600 km² y comprendía los actuales : Abruzos, Molise y el Circondario di Cittaducale.

## Historia
Ya en el tiempo del reino de Nápoles primero y de las Dos Sicilias luego era considerada una sola entidad, que abarcaba las cuatro provincias de Abruzzo Ultra I, Abruzzo Ultra II, Abruzzo Citra y Condado del Molise. La capital de la región era L'Aquila.
La subdivisión en las cuatro provincias era de naturaleza geográfica e histórica: los Abruzos Ultra I, Citra y el Molise estaban separados por los cursos de los ríos Pescara y Trigno, mientras que el Abruzzo Ultra II estaba separado de las restantes provincias a través de las altas vetas de los Apeninos Abrucenses, del Terminillo hasta los Montes de la Meta, pasando por los Montes de la Laga, el Gran Sasso y la Majella.
En 1852 se produjo la anexión del municipio de Ancarano de los Estados Pontificios. A la formación del Reino de Italia la región tuvo otras variacione sterritoriales, incluyendo el territorio de Venafro (entonces perteneciente a la provincia de Terra di Lavoro) y cediendo varios municipios a la recientemente constituida provincia de Benevento, entre los que están Pontelandolfo y Casalduni, en los que, en el agosto de 1860 se produjeron horribles estragos por parte de tropas piamontesas.
En 1927 la región pierde una larga franja de su territorio (1362 km² y 70.000 habitantes), correspondiente al cedido a la provincia de Rieti.

## Transformaciones en las actuales regiones de Abruzos y Molise
Ya en la Asamblea constituyente se prefiguró la división entre los Abruzos y Molise, hasta el punto de que las dos regiones propuestas votaron por separado en las elecciones del Senado del año 1948. La decisión final fue sin embargo retrasada.
La región se divide nominalmente en el año 1963, cambiando el propio nombre en la región de Abruzos, cuando la provincia de Campobasso, correspondiente a la totalidad de lo que es el actual Molise (hasta el año 1970 cuando nace la provincia de Isernia) fue separada de los Abruzos y erigida en región.
Es el único caso de la Historia de la Italia republicana de formación de una región por segregación de otra.